# عبد الله سويد
عبد الله سويد (18 مايو 1971 -) ممثل بحريني بدايته كانت في عام 1989 قدم العديد من المسلسلات التلفزيونية و المسرحيات وأفلام منها:
- ريا وسكينة 2017 - مسرحية
- تغريدة تويتي2016 - مسرحية
- توويتي2016 - مسرحية
- البطران2015 - مسلسل
- في بيتنا حريجة 2015 - مسرحية
- أهل الدار2014 - مسلسل
- مواطن قليل الدسم2013 - مسرحية
- حزاوي بحرينية 2013 - مسلسل اذاعي
- برايحنا2013 - مسلسل
- لولو مرجان 22013 - مسلسل
- لولو مرجان2012 - مسلسل
- مجاريح2010 - مسرحية
- سوالف طفاش 22010 - مسلسل
- على موتها أغني2010 - مسلسل
- متلف الروح2010 - مسلسل
- بالأمس2009 - فيلم قصير
- سوالف طفاش2009 - مسلسل
- ملامح بشر2008 - مسلسل
- أربع بنات2007 - فيلم
- بغوها طرب2007 - مسلسل
- القناص2006 - مسلسل
- صور من الحياة 2005 - مسلسل
- عويشه2003 - مسلسل
- السديم2002 - مسلسل
- ليل البنادر2001 - مسلسل
- غناوي المرتاحين1999 - مسلسل
- آخر الرجال1999 - مسلسل
- سعدون1998 - مسلسل
- ليلة عرس رشدان1997 - مسرحية
- سرور1997 - مسلسل
- خيال1996 - سهرة تليفزيونية
- الهارب1995 - مسلسل
- طار الفيل1995 - مسرحية(شريده)
- فرجان لول1994 - مسلسل
- طق يا مطر طق1990 - مسرحية
- وادي العمالقة 1989 - مسرحية